# Zink-ion-batterij
Een zink-ion-batterij of Zn-ion-batterij (afgekort als ZIB) gebruikt zink-ionen (Zn2+) als ladingdragers. ZIB's maken specifiek gebruik van zink als anode, zink-intercalerende materialen als kathode en een zinkbevattend elektrolyt. Over het algemeen wordt de term zink-ion-batterij gereserveerd voor oplaadbare batterijen, die soms ook wel oplaadbare zinkmetaalbatterijen (RZMB) worden genoemd. ZIB's verschillen dus van niet-oplaadbare (primaire) batterijen die zink gebruiken, zoals alkaline- of zink-koolstof-batterijen.

## Geschiedenis
In 2011 demonstreerde de groep van Feiyu Kang voor het eerst de reversibele Zn-ion-insertie in de tunnelstructuur van de alfa-type mangaandioxide (MnO2)-gastheer die als kathode in een ZIB werd gebruikt.
De Universiteit van Waterloo in Canada bezit patentrechten op de zink-ion-batterijtechnologie die in haar laboratoria is ontwikkeld. Het Canadese bedrijf Salient Energy commercialiseert deze technologie.
Er worden ook andere vormen van oplaadbare zinkbatterijen ontwikkeld voor stationaire energieopslag, hoewel deze niet expliciet zink-ion zijn. Eos Energy Storage ontwikkelt bijvoorbeeld een zink-halide-batterij waarbij de kathodereactie bestaat uit de oxidatie en reductie van haliden. Eos Energy Storage produceert 1,5 GWh aan 'Made in America'-zinkbatterijen voor gebruik in de elektriciteitsnetwerken van Texas en Californië.

## Onderzoek

### Motivatie en problemen
Vergeleken met lithium heeft een negatieve zinkelektrode een hogere theoretische volumetrische capaciteit en een hogere natuurlijke abundantie. Afhankelijk van de positieve ZIB-elektrode kunnen dergelijke theoretische voordelen ook aanwezig zijn bij een vergelijking met lithium-ionbatterijen (LIB's). Bovendien is zink beter compatibel met waterige elektrolyten. ZIB's vertonen echter over het algemeen een lagere ladingsefficiëntie dan de modernste LIB's, grotere overspanningen en de mogelijkheid van dendritisch falen.

### Scheikunde
Er wordt onderzoek gedaan naar zowel waterige als niet-waterige elektrolyten als kandidaten voor ZIB's. Zinkzouten die gebruikmaken van TFSI- of triflaatanionen zijn overwogen voor zowel waterige als niet-waterige elektrolyten. Zinksulfaat en alkalische KOH-gebaseerde waterige elektrolyten zijn ook overwogen.
Er zijn verschillende kathodematerialen onderzocht voor ZIB's, waaronder gamma-, delta-type MnO2, koperhexacyanoferraat, bismutoxide, laagsulfiden en Pruisisch blauw-analogen. In 2017 rapporteerden onderzoekers bijvoorbeeld een prototype van een zink-ion-batterij met een hoge reversibiliteit, snelheid en capaciteit zonder dendrietvorming. Het apparaat maakte gebruik van een zinkmetaalanode, een vanadiumoxide-kathode (Zn0,25V2O5⋅nH2O) en een waterig elektrolyt, allemaal niet-giftige materialen. Na 1000 cycli behield het 80% van zijn capaciteit. De cel bereikte een capaciteit van maximaal 300 mAh g−1 en een energiedichtheid van ~450 Wh l−1.